# Have Yourself a Merry Little Christmas
Have Yourself a Merry Little Christmas est une chanson de Noël interprétée pour la première fois par Judy Garland dans le film musical de la MGM, Le Chant du Missouri (1944). Elle a été écrite par Hugh Martin et Ralph Blane. Frank Sinatra a enregistré plus tard une version avec des paroles modifiées, qui est devenue plus connue que l'original.

## Le Chant du Missouri
La chanson a été écrite alors que Hugh Martin était en vacances dans une maison du quartier de Southside à Birmingham, en Alabama, que son père avait conçue pour sa mère. Située au 1919 15 Avenue Sud, la maison est devenue la maison de Martin et sa famille en 1923. Elle apparaît dans une scène du film Le Chant du Missouri, dans laquelle une famille est bouleversée à la suite de l'annonce faite par le père qui, après une promotion, est contraint de partir à New York, laissant derrière eux leur maison bien-aimée à Saint-Louis dans le Missouri, juste avant la très attendue Exposition universelle de 1904. Dans une scène qui se déroule la veille de Noël, Esther, le personnage interprété par Judy Garland, chante la chanson pour égayer sa sœur Tootie, jouée par Margaret O'Brien,.
Les paroles originales proposées par Martin furent refusées par Judy Garland, Tom Drake et le réalisateur Vincente Minnelli qui les jugèrent trop déprimantes. Elles étaient : "Have yourself a merry little Christmas / It may be your last/ Next year we may all be living in the past / Have yourself a merry little Christmas / Pop that champagne cork / Next year we may all be living in New York". Bien qu'ayant résisté, Martin fit finalement plusieurs modifications dans les paroles afin de rendre la chanson plus optimiste.
La version enregistrée par Judy Garland et qui a été publiée par Decca Records, est devenu populaire parmi les troupes américaines servant lors de la Seconde Guerre mondiale.
La chanson a été classée à la 76e place du AFI's 100 Years... 100 Songs.

## Reprise par Frank Sinatra
Frank Sinatra a enregistré en 1950 ce titre dans une version proche de celle de Judy Garland. Il le fera à nouveau en 1963.
En 1957, il demande à Hugh Martin de réviser encore quelques paroles. Ce dernier s'exécute et fait plusieurs autres modifications, en réorientant la chanson vers la célébration du bonheur présent plutôt que vers l'anticipation d'un avenir meilleur.

## Autres reprises et nouvelles versions
Reprise par de nombreux artistes, la chanson est devenue un standard de Noël. Certains reprennent la version de Judy Garland, d'autres celle de Frank Sinatra, d'autres encore apportent à leur tour des retouches au texte.
Le titre est ainsi apparu sur les albums de Jackie Gleason (1956), Connie Francis (1959), Ella Fitzgerald (Ella Wishes You a Swinging Christmas en 1960), Doris Day (The Doris Day Christmas Album en 1964), The Jackson Five (The Jackson 5 Christmas Album en 1970), The Pretenders (A Very Special Christmas en 1987), Luther Vandross (This Is Christmas en 1995), Christina Aguilera (My Kind of Christmas en 2000), Toni Braxton (Snowflakes en 2001), James Taylor (October Road en 2002), Whitney Houston (One Wish, The Holiday Album en 2003), LeAnn Rimes (What A Wonderful World en 2004), Diana Krall (Christmas Songs en 2005), Jessica Simpson (Happy Christmas en 2010), Kurt Nilsen (Have Yourself a Merry Little Christmas en 2010), Michael Bublé (Christmas en 2011), She and Him (A Very She and Him Christmas en 2011), Marina and the Diamonds (2012), Glee (Glee: The Music, The Christmas Album Volume 3 en 2012), Anthony Callea (This Is Christmas en 2013), Jewel (Let It Snow : A Holiday Collection en 2013), Kelly Clarkson (Wrapped In Red en 2013), Kim Wilde (Wilde Winter Songbook en 2013), Mary J.Blige (A Mary Christmas en 2013), Susan Boyle (Home For Christmas en 2013), Tamar Braxton (Winter Loversland en 2013). Elle a aussi été utilisée comme troisième single par le duo The Girl and the Dreamcatcher composé de Dove Cameron et Ryan McCartan (2015).
En 2001, le compositeur Hugh Martin, âgé de 86 ans, actif de temps en temps en tant que pianiste religieux, réécrit un ensemble complet de paroles pour la chanson avec John Fricke, Have Yourself a Blessed Little Christmas qui est une version religieuse de ce standard laïc. La chanson est enregistrée par la chanteuse gospel Del Delker, accompagnée par Martin au piano.
Monica Forsberg est l'auteur de la version suédoise de la chanson, Det är att dags Tända alla ljusen (« Il est temps d'allumer toutes les bougies »), qui a été enregistré par Lasse Berghagen. Claudio Baglioni a quant à lui écrit et enregistré le titre dans sa version italienne : Un piccolo Natale in più (« Un peu plus de Noël »), publié en novembre 2012.
Le titre est utilisé dans le film Monuments Men (2014), dont l'intrigue se passe à la fin de la Seconde Guerre mondiale.
Le 16 décembre 2023 elle fut chantée par Billie Eilish sur le plateau du Saturday Night Live avec Finneas O'Connell au piano, Andrew Marshall à la batterie et Christian McBride à la basse sur la chaîne américaine NBC.